# اچ‌ام‌اس تنگ (۱۸۰۷)
اچ‌ام‌اس تنگ (۱۸۰۷) (به انگلیسی: HMS Tang (1807)) یک کشتی بود که طول آن ۵۵ فوت ۲ اینچ (۱۶٫۸ متر) بود. این کشتی در سال ۱۸۰۷ ساخته شد.